# BR-Klasse 251/261
Die Blue-Pullman-Dieseltriebwagen waren fest gekuppelte dieselelektrische Einheiten und ähnelten den Trans-Europ-Express-Triebzügen.

## Geschichte und Technik
Die von Metro-Cammell erbauten Blue-Pullman-Dieseltriebwagen waren die ersten klimatisierten Züge im Vereinigten Königreich. Die auf der Midland-Hauptstrecke von London nach Manchester eingesetzten Sechs-Wagen-Züge verfügten nur über erste Klasse. Auf der Strecke von London Paddington nach Birmingham wurden Acht-Wagen-Züge mit Sitzen erster und zweiter Klasse eingesetzt. Sie traten auf diesen Strecken die Nachfolge älterer Garnituren aus Pullmanwagen an, die teils noch aus der Vorkriegszeit stammten.
Jeder der beiden stromlinienförmigen Triebköpfe besaß einen MAN-Zwölfzylinder-Dieselmotor mit einem GEC-Generator. Zwei Antriebsmotore saßen im hinteren Drehgestell des Triebkopfs und zwei auf dem führenden Drehgestell des nächsten Wagens. Später kamen alle Fahrzeuge in die Western-Region und fuhren auf der Strecke von London nach Bristol und von London nach Swansea vorzugsweise im Businessverkehr. Die Blue-Pullman-Dieseltriebwagen wurden bis 1973 eingesetzt.